# Kycklingkullen

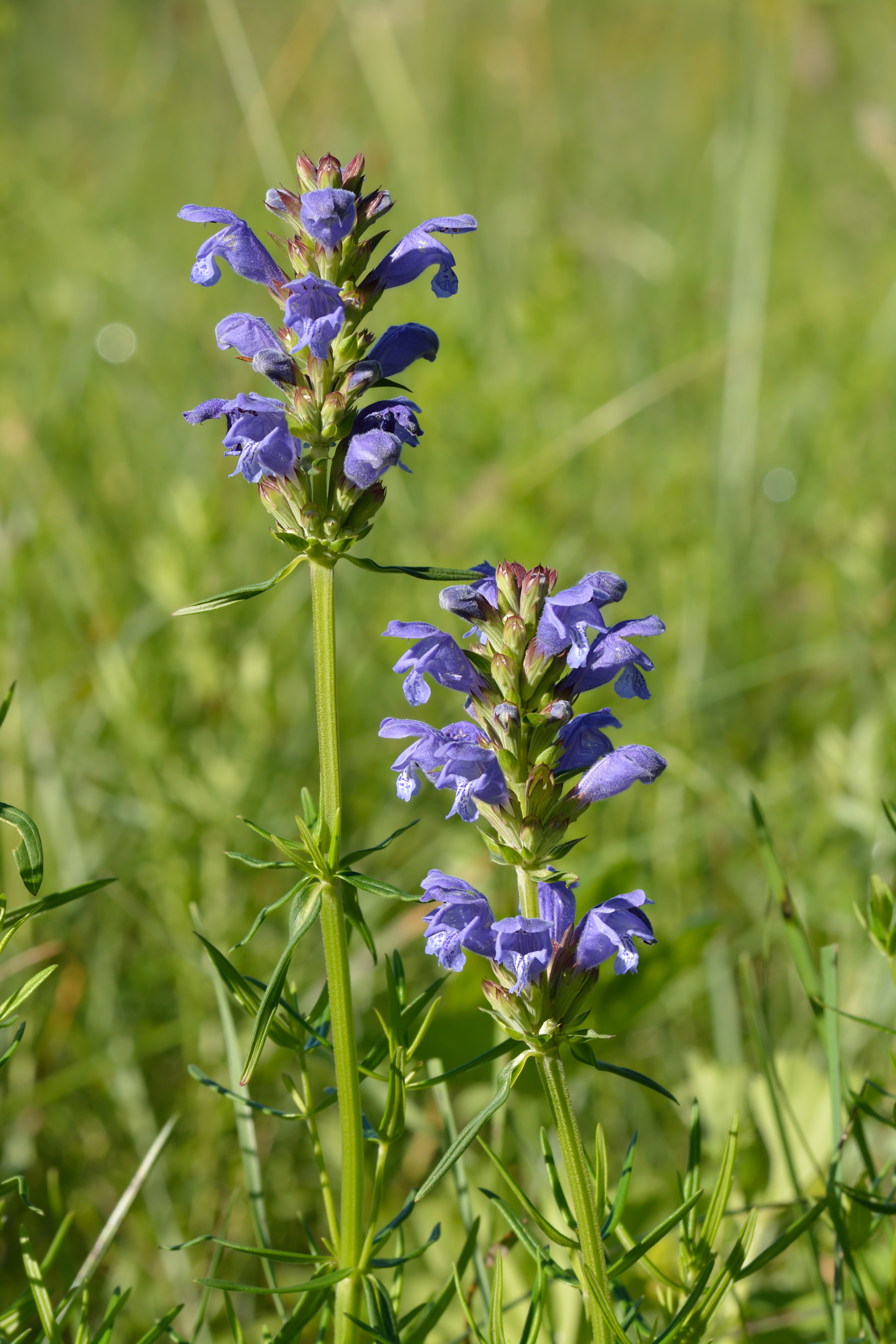
Drakblomma

Kycklingkullen är ett naturreservat i Ulricehamns kommun i Västra Götalands län.
Reservatet ligger norr om Ulricehamn, vid Dalums tätort. Det är skyddat sedan 1964 och omfattar 5 hektar. Det består av en moränkulle belägen vid Silebäcken. Jorden är kalkhaltig vilket har stor betydelse för kullens intressanta och rika flora.
Där finns en speciell torrängsflora som är typisk för många av kullarna och åsarna i Ätradalen. Där växer gullviva, brudbröd, hällveronika, drakblomma och smalbladig lungört. 
På Kycklingkullen finns gravar, högar och stensättningar från yngre järnåldern samt en runsten.
Området ingår i EU:s ekologiska nätverk av skyddade områden, Natura 2000 och förvaltas av Västkuststiftelsen.